# فرودگاه اکیوویت
فرودگاه اکیوویت (به انگلیسی: Akjoujt Airport) یک فرودگاه همگانی با کد یاتا AJJ است. این فرودگاه در کشور موریتانی قرار دارد.